# Katharine Rossová
Katharine Rossová (* 29. ledna 1940 Hollywood, Kalifornie) je americká herečka.
Pochází z Kalifornie, narodila se přímo v Hollywoodu v rodině amerického námořníka. Svoji první hereckou průpravu dostala na herecké škole nedaleko od San Franciska. V televizi debutovala v roce 1963 v televizním seriálu stanice NBC. Její vůbec nejznámější filmovou rolí je patrně postava studentky ve snímku Absolvent z roku 1967, kde si zahrála po boku Dustina Hoffmana, za tuto roli byla nominována na Oscara.
V Česku jsou nejznámější její filmové role ze snímků Butch Cassidy a Sundance Kid, kde si zahrála s Robertem Redfordem a Paulem Newmanem nebo válečný sci-fi snímek Tajemná záře nad Pacifikem, kde hrála jedinou ženskou postavu v celém filmu.

## Filmografie, výběr
- 1965 Shenandoah
- 1967 Absolvent
- 1968 Hellfighters – Bojovníci s peklem
- 1969 Butch Cassidy a Sundance Kid
- 1975 Stenfordské paničky
- 1976 Pouť prokletých
- 1978 Betsy
- 1978 Dědictví
- 1978 Roj
- 1980 Tajemná záře nad Pacifikem
- 1982 Špatné je dobré
- 1982 Neviditelní jezdci (TV film)
- 1983 Travis McGee (TV film)
- 1991 Kovboj Conagher
- 2001 Dinnie Darko